# Корраль (Чилі)
Корраль (ісп. Corral) — селище в Чилі, розташоване між затокою Корраль і гирлом річки Вальдивія. Адміністративний центр однойменної комуни. Населення — 3670 осіб (2002). Селище і комуна входить до складу провінції Вальдивія і регіону Лос-Ріос.
Територія комуни — 766,7 км². Чисельність населення — 5.250 осіб (2007). Щільність населення — 6,85 чол./км².

## Розташування
Селище розташоване за 20 км на південний захід від адміністративного центру регіону міста Вальдивія.
Комуна межує:
- на північному сході — з комуною Вальдивія
- на сході — з комуною Паїльяко
- на півдні — з комуною Ла-Уніон

На північному заході комуни розташований Тихий океан.

## Демографія

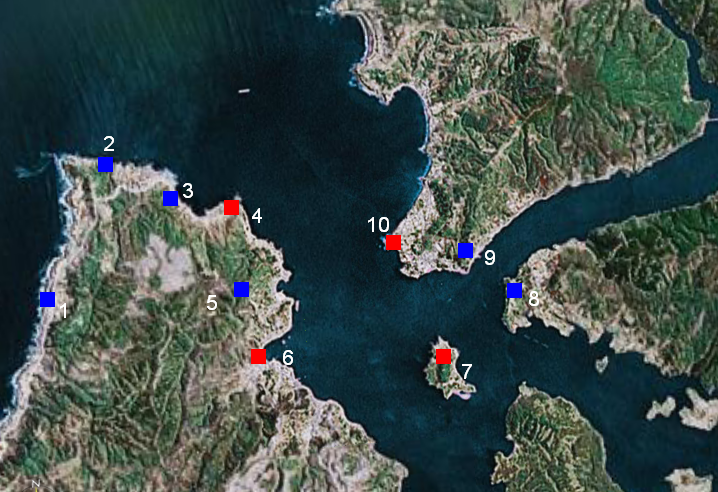
Форт Корраль

Згідно з даними, зібраними під час перепису Національним інститутом статистики, населення комуни становить 5.250 осіб, з яких 2.733 чоловіки та 2.517 жінок.
Населення комуни становить 1,4 % від загальної чисельності населення регіону Лос-Ріос. 35,22 % належить до сільського населення та 64,78 % — міське населення.